# 後遺症
後遺症（こういしょう）とは、病気・怪我など急性期症状が治癒した後も機能障害などの症状や傷痕が残ること。

## 後遺症の例
- 脳梗塞が治癒した後も、手足の麻痺が残った。
- 自動車事故で頸椎損傷を起こし外科的治療で治癒したが、その後も低髄液圧症候群『脳脊髄液減少症』でめまいなどの症状が続く。
- 帯状疱疹が抗ウイルス薬で治癒したが、神経痛が継続して生じる。
- 自動車事故で腕神経叢損傷を起こし胸郭出口症候群となり第1肋骨の除去手術、前斜角筋の切除手術などが行われているが完全に治癒する事がなく、一般生活に支障をきたすまま生活する人が多い。一般に知られておらず、また診断出来る医師も少なく積極的な診断、治癒がなされていない現状がある。

## 後遺症の認定
自動車事故で問題となることが多い。医師の診断書が重要である。

## 治療
- 機能障害が残った場合はリハビリを長期に行う必要がある。
- 神経痛などに対しては投薬が必要である。
- 長期にわたるため、心のケアの問題や経済的な問題なども考慮する必要がある。

## 関連事項
- 診断学
- 身体障害
- 後遺障害
- 心的外傷後ストレス障害
- パーソナリティ障害
- 損害賠償
- 交通事故
- 症状固定
- Long COVID